# 奧齊戈鎮區 (印地安納州斯托本縣)
奧齊戈鎮區（英語：Otsego Township）是位於美國印地安納州斯托本縣的一個行政鎮區。

## 地方資料
根據2010年美國人口普查的數據，奧齊戈鎮區的面積為90.10平方千米，當中陸地面積為86.90平方千米，而水域面積為3.20平方千米。當地共有人口2575人，而人口密度為每平方千米28.58人。